# Maniraptoromorpha
Maniraptoromorpha é um clado de dinossauros terópodes celurossauros que inclui taxôns como Ornitholestes, a família Compsognathidae e o clado Maniraptoriformes. Houve várias análises filogenéticas que mostraram suporte no agrupamento de Maniraptoriformes com pelo menos os Ornitolestes mencionados anteriormente. Este grupo foi nomeado por Andrea Cau, que o definiu como o "clado mais inclusivo contendo Vultur gryphus Linnaeus, 1758, e excluindo Tyrannosaurus rex Osborn, 1905."
Este grupo de coelurossauros segundo Cau (2018) possui as seguintes sinapomorfias:
Quilha ou carina no centro cervical pós-axial, ausência de hiposféno-hypantra nas vértebras caudais (reversão para a condição teropodana plesiomórfica), um processo dorsomedial proeminente no carpo semilunado, uma margem ventral convexa do pé púbico, uma extremidade distal subrectangular do tíbia e um sulco ao longo da margem posterior da extremidade proximal da fíbula.
Em 2019, Hendrickx et al. estabeleceu o subclado Maniraptoromorfo Neocoelurosauria como um nodo baseado em ramificação para o clado que contém Maniraptoriformes e Compsognathidae.